# 甘々と稲妻
『甘々と稲妻』（あまあまといなずま）は、雨隠ギドによる日本の漫画作品。『good!アフタヌーン』（講談社）にて2013年3月号から2018年9月号にかけて、3回掲載後、1回休載というペースで連載された。同年10月号から2019年1月号までは番外編（実質的には完結編）が連載された。
『このマンガがすごい！2014』オトコ編で8位を獲得。単行本全12巻の累計発行部数は300万部を突破している。

## あらすじ
半年前に妻を亡くした高校教師犬塚公平は、男手ひとつで幼稚園に通っている幼い娘つむぎを育てていたが、料理がほとんどできないため、コンビニ弁当での食事や外食ばかりの日々を送っていた。
ある日、つむぎと出かけたお花見で、母にドタキャンされ泣きながらお弁当を食べていた女子高生・飯田小鳥と出会う。彼女との出会いを経て、つむぎにまともな食事を食べさせてやりたいという想いに駆られた公平は、小鳥の母が経営する料理屋「恵」を訪ねる。そこで、小鳥と一緒に炊いた土鍋のご飯をきっかけとして、3人で定期的に料理をするようになり、料理の楽しみに目覚めていく。

## 登場人物

### 犬塚家
犬塚 公平（いぬづか こうへい）
声 - 中村悠一
主人公。高校の数学教師で1年A組の副担任。物語開始時点の半年前に妻を亡くし、娘のつむぎと2人暮らし。家事すべてを1人で行っており、つむぎのドレスをミシンで仕立て上げられる程度に裁縫は得意だが、食が細く、当初は料理が全然できなかった。
つむぎを溺愛しているものの、妻を亡くしてからは仕事と家事に追われ、また自身が食に関心が薄いこともあり、つむぎとまともな食事をしていなかったことに気が付く。ひょんなことから教え子の小鳥と料理をするようになり、食べる楽しさ、作る楽しさに目覚める。料理の腕は素人レベルであり、特に味付けが苦手。だが様々な挑戦と小鳥たちの助言により、徐々にスキルを上げていく。車はダイハツ・ムーヴ カスタム（3代目）。
高校卒業後の進路で父を一人にできないと悩むつむぎに、多江を亡くした後に自分たちは皆から助けられてここまで来れたのだから自分が進みたい進路を行けと諭し、北海道の大学へ行くために引っ越すつむぎを料理屋を営んでる小鳥と共に見送った。
犬塚 つむぎ（いぬづか つむぎ）
声 - 遠藤璃菜
公平の一人娘。初登場時、5歳。母譲りの茶髪で長髪が特徴。ほしやま幼稚園と絵画教室に通っている。泣き虫で活発な性格で人懐っこく天真爛漫だが、廃れそうなギャル語を使う癖がある。絵が趣味なだけあって五歳児としては色彩のセンスも高い。肉が好物。野菜に関しては、プチトマトが好きな一方で、ピーマンなどの苦いものは苦手。公平のことは「おとさん」と呼び、亡き母親は「ママ」と呼んでいる。母親の死を自分なりに理解しており、多忙な公平が食事を出来合いの弁当メインにするのにもずっと耐えていた。
小鳥と知り合ってからは彼女を「ことりちゃん」と呼び慕い、「恵」での食事を何よりも楽しみにするようになる。
特技の絵画はイカを頻繁に題材に選ぶ。好きなテレビ番組はアニメ作品の『マジガル』。
高校を卒業後、父・公平からの後押しで食品栄養学を学ぶために北海道の大学に進学して父の元を去る。
犬塚 多江（いぬづか たえ）
声 - 茅野愛衣
公平の妻で、つむぎの母。物語開始時の半年前に病死した。夫の公平の少食を心配し、毎日凝った料理を作っていた。八木の幼馴染であり、公平たちの高校の後輩でもあった。

### 飯田家
飯田 小鳥（いいだ ことり）
声 - 早見沙織
公平が副担任を務める1年A組の生徒。小学3年生の時に両親が離婚し、以降は母親と二人暮らし。母親といっしょに花見に行く予定だったが、母が直前で来られなくなったためにひとりで泣きながら弁当を食べているところを犬塚親子に声をかけられる。その際に店の名刺を渡したのが縁となり、公平とつむぎの3人で料理をすることになった。その時点では2人は初対面ではなかったが、公平には顔を覚えられていなかった。
母は料理研究家で小さいころから傍にいたため、料理についての知識は豊富で味覚も秀でている。しかし、過去に包丁で左手の薬指に怪我をしたことがトラウマとなり、包丁が持てず料理を作れない。今でも怪我の痕が残っており、絆創膏で隠している。当初は一緒に料理を作るという建前で包丁を扱えない自分の代わりに公平を利用する形となっていたが、つむぎに美味しいものを食べさせたい、店のあかりを消したくないという互いの利害が一致し、共に料理を作ることとなった。後に子供包丁でトラウマを克服するよう努めるようになり、少しずつではあるが改善に向かっている。
幼少期から大食いで、休み時間のたびに何か（大抵は巨大なパン）を食べている。
自身の些細な一言から公平に複雑な好意を抱くようになるが、その感情の正体は未だ本人にもよく分かっていない。またその感情に自制をすることを意識している様子。
一時は公平を意識するあまり料理会を行うタイミングを見失ってしまったり、ちよのちょっとした恋話に対しても強い拒否反応を示したりしていたが、修学旅行での一件で公平の名前を伏せつつも犬塚親子との関係を心から大切に思っていることを吐露し、ちよのアドバイスもあり落ち着きを取り戻した。
飯田 恵（いいだ めぐみ）
声 - 新井里美
小鳥の母親。近所では評判の料理屋「恵」を営んでいるが、料理研究家としてのテレビ出演などで忙しく、家は留守がちで店も閉めることが多くなっている。
公平達の料理会のレシピは彼女が提供していることが多い。レシピには、つむぎが見ることを意識して、可愛らしいイラストが描かれている。
犬塚親子と小鳥の料理会が安定し始めたころに仕事のスケジュールが一段落し、週末に限り店を再開させた。その際改めて犬塚親子と小鳥が料理会を行うことを許可し、予定が空いた日には時折自身も参加することとなった。

### 公平たちの支援者
小鹿 しのぶ（こじか しのぶ）
声 - 戸松遥
小鳥の友人で、クラスは1年D組。髪をツインテールにした少女。家は青果店。兄弟が多く小さな子の扱いがうまい。つむぎともすぐに打ち解け、仲良くなった。公平たちの料理会の存在を知った後、時々であるが会に参加する。料理は手慣れており、公平・つむぎ・小鳥のいわゆる「料理できない組」に対して、しのぶ・八木は「料理できる組」である。
察しが良く、小鳥が料理会に抱く思いにすぐ気づき、それ以来小鳥たちの作業には積極的には手は出さず、サポートに回ることが多い。
八木 祐介（やぎ ゆうすけ）
声 - 関智一
公平の高校時代の友人であり多江の幼馴染。カフェバーを経営しており、作中では恵に次いで高い調理技術を持っている。料理研究家・飯田恵のファンで、料理屋「恵」には以前からランチを食べに行っていた。
公平が多忙かつシッターさんが来られない時は代理でつむぎの面倒を見ている。目付きの悪い強面であり、言動も粗野。そのせいで、つむぎの面倒を見ているところを小鳥に目撃された際、誘拐犯と勘違いされたことがある。だが、実際は面倒見のいい性格で、つむぎからも懐かれている。公平たちの料理会の存在を知った後、時々であるが会に参加する。何かと犬塚親子に翻弄されることが多いが公平に代わってつむぎを諭すこともあり、保護者のような一面もある。
プロの料理人ゆえに、公平たちの拙い調理作業に苛立ち、我慢できずに手助けしてしまうこともある。そのため、しのぶから「余計な手出しはするな」と時々注意されている。しのぶの店から仕入れを行っており、それをネタにしのぶに料理会に呼び出されるなど尻に敷かれることが多い。虫が苦手。

### 公平と小鳥の高校関係者
雀野 ちよ（すずの ちよ）
声 - 鈴木愛奈
小鳥のクラスメイトで友人。ゆうかの母の妹で、ゆうかは姪にあたる。つむぎの誕生日会をきっかけに公平が「恵」の常連であることを知る。所謂「恋バナ」が好きな女子高生。
当初より小鳥と友達になる機会を伺っており、文化祭にクラスで出店するクレープ店の内容を企画している際に、アイデアがないか小鳥に話しかけたことがきっかけとなり交流を持つようになる。その後、進級してクラスが一緒になったしのぶを加え小鳥と3人で行動することが多くなった。
幼少期に姉と義兄の修学旅行での馴れ初めを聞いたことから学生恋愛に対して強い憧れを抱いている。
熊谷先生
声 - 荒浪和沙
公平の高校の数学教師。
桃屋先生
声 - 町田広和
公平の高校の体育教師。
保坂先生
声 - 高山春夫
小鳥のクラス担任。公平から小鳥との関係を相談された際、アドバイスをする。

### つむぎの幼稚園と小学校の関係者
ゆうか
声 - 久我心麦
つむぎの友達の女の子。気の弱い所があり、他人に違う意見を言われてしまうと泣いてしまう一面がある。
ゆうかの母
声 - 柚木涼香
ちよとは姉妹の関係。
ハナ
声 - 安藤紗彩
つむぎの友達の女の子。気が強い所があり、つむぎやゆうかとの関係が拗れたことがあった。
ハナの母
声 - 名塚佳織
ミキオ
声 - 鶴翔麒
つむぎと同じ幼稚園に通う男の子。つむぎに好意を持っており、気を引くために嫌がらせを行っていた。その後、母のアドバイスから優しく接するようにしているが、つむぎにはいまいち好意が伝わっていない様子。
ミキオの母
声 - 日笠陽子
やんちゃな息子の行動を見守る。
井ノ原 なぎさ（いのはら なぎさ）
つむぎの小学校でのクラスメイト。26話でつむぎが拾ってきたネコの飼い主。

### 劇中アニメ『マジガル』の登場人物
マジガル
声 - 山口立花子
ごく普通の女の子だがガリガリさんの力を借りて魔法少女として変身する。
ガリガリさん
声 - 山下大輝
ごく普通の女の子が契約した相棒の使い魔。ピンクの羊のような外見だが、実際にはマンガリッツァブタという豚らしい。

## 書誌情報

### 単行本
- 雨隠ギド 『甘々と稲妻』 講談社〈アフタヌーンKC〉、全12巻
  1. 2013年9月6日発売[5]、ISBN 978-4-06-387917-9
  2. 2014年3月7日発売[6]、ISBN 978-4-06-387963-6
  3. 2014年9月5日発売[7]、ISBN 978-4-06-387994-0
  4. 2015年3月6日発売[8]、ISBN 978-4-06-388036-6
  5. 2015年9月7日発売[9]、ISBN 978-4-06-388078-6
  6. 2016年3月7日発売[10]、ISBN 978-4-06-388126-4
  7. 2016年7月7日発売[11]、ISBN 978-4-06-388150-9
    - 限定版 2016年7月5日発売[12]、ISBN 978-4-06-362331-4（後述するBD / DVD単巻の初回ロット分についてくるピクニックアイテムと合わせるとピクニックセットが完成する）

  8. 2017年1月6日発売[13]、ISBN 978-4-06-388229-2
  9. 2017年7月7日発売[14]、ISBN 978-4-06-388274-2
    - 特装版 2017年7月7日発売[15]、ISBN 978-4-06-362372-7

  10. 2018年1月5日発売[16]、ISBN 978-4-06-510717-1
    - 特装版 同日発売[17]、ISBN 978-4-06-511016-4

  11. 2018年7月6日発売[18]、ISBN 978-4-06-512069-9
  12. 2019年2月7日発売[19]、ISBN 978-4-06-514498-5
    - 限定版 同日発売[20]、ISBN 978-4-06-514743-6

### その他
- 『甘々と稲妻 つむぎと作るおうちごはん』2016年7月7日発売[21]、ISBN 978-4-06-388153-0

## テレビアニメ
2016年7月より9月まで読売テレビ他にて放送された。アスミック・エース、トムス・エンタテインメント、シンエイ動画、ジェイアール東日本企画、住友商事の5社が共同で企画し立ち上げたアニメプロジェクト「あにめのめ」第1弾作品となる。5社に加えてビデオメーカーの東映ビデオが製作に参加している。

### スタッフ
- 原作 - 雨隠ギド[4]
- 監督 - 岩崎太郎[4]
- シリーズ構成 - 広田光毅[4]
- キャラクターデザイン - 原田大基[4]
- 美術監督 - 山口雅範
- 色彩設計 - 土居真紀子
- 撮影監督 - 塩川智幸
- 編集 - 今井大介
- 音響監督 - たなかかずや
- 音楽 - 戸田色音
- 音楽制作 - トムス・ミュージック
- プロデューサー - 野崎康次、鈴木常泰、廣川浩二、小田元浩、鈴木寿広、秋尾浩史、大原幸蔵、山崎慶彦、三澤幸三
- アニメーション制作 - TMS/3xCube
- 企画協力 - シンエイ動画
- 製作 - 「甘々と稲妻」製作委員会

### 主題歌
「晴レ晴レファンファーレ」
みみめめMIMIによるオープニングテーマ。作詞・作曲はユカ、編曲はCHRYSANTHEMUM BRIDGE。
「Maybe」
Brian the Sunによるエンディングテーマ。作詞・作曲は森良太、編曲はBrian the Sun。

### 各話リスト
| 話数   | サブタイトル                   | 脚本       | 絵コンテ | 演出       | 作画監督                                                   | 総作画監督                            |
| ------ | ------------------------------ | ---------- | -------- | ---------- | ---------------------------------------------------------- | ------------------------------------- |
| 第1話  | 制服とどなべごはん             | 広田光毅   | 岩崎太郎 | 岩崎太郎   | 原田大基、田中春香                                         | 原田大基                              |
| 第2話  | 豚汁とみせあかり               | 広田光毅   | 斉藤啓也 | 斉藤啓也   | 小泉初栄                                                   | 田中春香                              |
| 第3話  | つむぎとおまたせのハンバーグ   | 大知慶一郎 | 佐山聖子 | 神原敏昭   | 福島豊明、森田実                                           | 山本美佳、小泉初栄                    |
| 第4話  | きらいな野菜とコロコログラタン | 大知慶一郎 | 佐山聖子 | 中山岳洋   | 千林里美、山崎愛                                           | 高橋成之、森本由布希                  |
| 第5話  | お休みの日のとくべつドーナッツ | 広田光毅   | 矢野博之 | 土屋康郎   | 興村忠美、しまだひであき                                   | 田中春香、高橋成之 原田大基           |
| 第6話  | おともだちとギョーザパーティー | 成田良美   | 佐山聖子 | 五月女有作 | 内野明雄、佐々木敏子 上野翔太、中村統子                    | 小泉初栄                              |
| 第7話  | 五平餅とだいぼうけん           | 広田光毅   | 佐野隆史 | 備前克彦   | 池内直子、渡邉慶子                                         | 原田大基、田中春香 小泉初栄           |
| 第8話  | 明日もおいしいイカと里芋の煮物 | 大知慶一郎 | 斉藤啓也 | 斉藤啓也   | 川妻智美、八崎健二 森本由布希                              | 小泉初栄、八崎健二                    |
| 第9話  | うちのおうちカレー             | 成田良美   | 山本靖貴 | 中山岳洋   | 千鶴絵美、山田勝                                           | 八崎健二、田中春香 原田大基           |
| 第10話 | 夏休みとねことアジ             | いよく直人 | 佐山聖子 | 五月女有作 | 内野明雄、佐々木敏子 上野翔太                              | 小泉初栄、原田大基 田中春香           |
| 第11話 | おゆうぎ会とさつまいもクレープ | 成田良美   | 矢野博之 | 斉藤啓也   | 森本由布希、しまだひであき 原田大基、田中春香 小泉初栄     | 八崎健二、原田大基 田中春香、小泉初栄 |
| 第12話 | あいじょーたっぷりお好み焼き   | 広田光毅   | 岩崎太郎 | 岩崎太郎   | 原田大基、田中春香 小泉初栄、森本由布希 八崎健二、川妻智美 | 原田大基、田中春香 小泉初栄、八崎健二 |

### 放送局
| 放送期間               | 放送時間                          | 放送局     | 対象地域   | 備考                            |
| ---------------------- | --------------------------------- | ---------- | ---------- | ------------------------------- |
| 2016年7月5日 - 9月20日 | 火曜 1:05 - 1:35（月曜深夜）      | TOKYO MX   | 東京都     | 作品の舞台地                    |
|                        | 火曜 1:59 - 2:30（月曜深夜）      | 読売テレビ | 近畿広域圏 | 製作委員会参加 / 『MANPA』第1部 |
| 2016年7月6日 - 9月21日 | 水曜 1:30 - 2:00（火曜深夜）      | BS11       | 日本全域   | BS放送 / 『ANIME+』枠           |
| 2016年7月7日 - 9月22日 | 木曜 23:00 - 23:30                | AT-X       | 日本全域   | CS放送 / リピート放送あり       |
| 2016年7月9日 - 9月24日 | 土曜 23:30 - 日曜0:00（土曜深夜） | Jテレ      | 日本全域   | CATV                            |

| 配信開始日   | 配信時間                   | 配信サイト | 備考 |
| ------------ | -------------------------- | --- | ---- |
| 2016年7月6日 | 水曜 12:00 更新            | dアニメストア ひかりTV U-NEXT フジテレビオンデマンド アニメ放題 GYAO! ニコニコチャンネル Google Play Store ビデオマーケット HAPPY!動画 Amazonビデオ バンダイチャンネル Hulu DMM.com アクトビラ レオネットビデオ OnGenムービー ムービーフル |      |
| 2016年7月8日 | 金曜 0:00（木曜深夜） 更新 | J:COMオンデマンド みるプラス ビデオパス |      |

### BD / DVD
BD / DVDにおける単巻の初回生産分はピクニックアイテムとなっていて、BD / DVDを全巻揃え、尚且つ原作コミックス第7巻の限定版に付属する弁当箱を追加するだけでピクニックセットが完成する。
| 巻  | 発売日        | 収録話          | 規格品番   | 規格品番   | 初回ロット分のおまけ                       | おまけディスク                                                    |
| 巻  | 発売日        | 収録話          | BD         | DVD        | 初回ロット分のおまけ                       | おまけディスク                                                    |
| --- | ------------- | --------------- | ---------- | ---------- | ------------------------------------------ | ----------------------------------------------------------------- |
| 1   | 2016年10月5日 | 第1話 - 第2話   | BSZD-08161 | DSZD-08161 | ランチクロス・原作コミックス未収録話前編   | 第1話先行上映会ダイジェスト&トレインチャンネル限定ミニ番組（DVD） |
| 2   | 2016年11月9日 | 第3話 - 第4話   | BSZD-08162 | DSZD-08162 | レジャーシート                             | オリジナルサウンドトラック&ドラマVol.1（CD）                      |
| 3   | 2016年12月7日 | 第5話 - 第6話   | BSZD-08163 | DSZD-08163 | トリオセットケース&箸                      | 放送直前WEB特番&メイキング映像（DVD）                             |
| 4   | 2017年1月11日 | 第7話 - 第8話   | BSZD-08164 | DSZD-08164 | 茶碗                                       | オリジナルサウンドトラック&ドラマVol.2（CD）                      |
| 5   | 2017年2月8日  | 第9話 - 第10話  | BSZD-08165 | DSZD-08165 | スプーン&フォーク                          | WEB配信番組ダイジェスト（DVD）                                    |
| 6   | 2017年3月8日  | 第11話 - 第12話 | BSZD-08166 | DSZD-08166 | クーラーバッグ・原作コミックス未収録話後編 | オリジナルサウンドトラック&ドラマVol.3（CD）                      |
| BOX | 2017年1月11日 | 第1話 - 第12話  | BSZD-08160 | DSZD-08160 |                                            |                                                                   |

## タイアップ
JR東日本
テレビアニメの放送開始1か月前にあたる2016年6月に、JR東日本の首都圏主要駅で配布されるフリーペーパー『中央線が好きだ。』2016年夏号の裏表紙に、本作の描きおろしアニメイラストを起用することが決定した。また、JR東日本八王子支社公式サイトやJR東日本アプリでも『中央線が好きだ。』のデジタル版を読むことができる。放送開始直後から中央線快速を走るE233系車内のトレインチャンネル内限定で本作関連のミニ番組を配信ししている。
nonowa武蔵境EAST
同月10日には、等身大つむぎフィギュアを武蔵境駅高架下の商業施設nonowa武蔵境EASTの一日支配人に任命することが決定し、『中央線が好きだ。』2016年夏号の裏表紙をあしらったクリアファイルの配布を行った。
農林水産省
農林水産省の食育促進運動のポスターにも起用されることが決定した。
ばくだん焼本舗
7月1日から「ばくだん焼本舗」にてコラボイベントを実施した。
道とん堀
最終話をモチーフとしたコラボメニュー「愛情トッピングお好み焼き」を提供し、コラボメニューを注文した方に限りクリアファイルまたはカレンダーをプレゼントすることが決定した。

## ゲーム
三国志大戦
セガ・インタラクティブのアーケードゲーム。
2019年5月より、本作のつむぎをモデルにした張琪瑛（声 - 千葉千恵巳）が登場している。